# Кому доверять?
«Кому доверять?» (англ. Who Do You Trust?) — седьмой эпизод второго сезона американского мультсериала «Мстители: Величайшие герои Земли».

## Сюжет
Ник Фьюри и Пересмешница проникают на авианосец «Щ.И.Т.а» в комнату Марии Хилл. Пересмешница удерживает её, закрывая той рот, а Фьюри говорит ей, что если она человек, то пусть посмотрит всю информацию, которую он знает, на диске. Он предостерегает её не доверять никому. После этого они уходят. На следующий день Мстители сидят в кафе и празднуют присоединение Мисс Марвел к их команде. За особняком следит Халк, а Чёрная пантера — за ним. Он безмолвно медитирует, и Халк, устав от тишины, заявляет, что тот много болтает. В Центральном парке Дрожь встречается с Грифоном и, воздействуя на его уши, заставляет кое что сделать.
Грифон наводит хаос, и когда Мстители замечают его, то уходят из кафе. Тони собирается пойти за своей бронёй, но его вырубает Чёрная вдова. Он очнулся в конспиративной квартире Фьюри. Тот показывает ему пришельца Скрулла, который притворялся Мадам Гадюкой. Фьюри говорит, что благодаря Мстителям он узнал о их пребывании на Земле. Когда Соколиный глаз самовольно проник на остров Гидры, чтобы найти Чёрную вдову, которая уже под прикрытием работала на Фьюри, Пересмешница одолела там Мадам Гадюку, и та на её глазах превратилась в инопланетянина. Она доставила её Фьюри. Он также показывает коммуникатор пришельца, из которого узнал название их расы. Фьюри также сообщает, что Гадюка получала множество сообщений из авианосца «Щ.И.Т.а» и из другого места, которое он не успевает назвать, так как Тони собирается вернуться к команде, но Ник говорит ему, что сообщения также шли из его особняка. Скруллы внедрились в Мстителей. Это приводит Старка в шок.
Тем временем Мисс Марвел борется с Грифоном. Пересмешница вспоминает, как Мадам Гадюка отговорила Барона Стракера убивать Соколиного глаза, и Фьюри подозревает, что его подменили Скруллом. Тони уходит из квартиры Ника и следит за своей командой в особняке. Все Мстители оказываются в приходном зале. Чёрная пантера замечает, что Тони следит за ними из тёмного угла. Железный человек выходит на свет и, сказав, что встречался с Фьюри, спрашивает, кто из Мстителей является инопланетным оборотнем. Он рассказывает им про Скруллов, и Соколиный глаз интересуется, кого подозревает Фьюри. Старк отвечает, что пришельцем считают Клинта. Мисс Марвел хочет отвести его на допрос на базу «Меча», но он отказывается. Оса пытается успокоить друзей и говорит, что им нужно доверять друг другу. Соколиный глаз просит поддержки у Т’Чаллы, но тот заявляет, что никто не знает друг друга до конца, и уходит. На сторону Клинта встаёт Халк. Соколиный глаз атакует Старка. Мисс Марвел справляется с Халком. Капитан Америка просит Железного человека остановиться, и последний говорит, что Пантера всё верно сказал. Он больше не может доверять команде и улетает. Мисс Марвел также покидает особняк. Клинт с разочарованием признаёт, что Мстителей больше нет. Однако Капитан Америка произносит речь, говоря, что враг только этого и добивается. Звание Мстителя — последнее, что осталось у Стива, и он просто так от него не отвернётся. Кэп предлагает повести команду за собой, и Соколиный глаз, Оса и Халк соглашаются. Ник Фьюри наблюдал за ними в бинокль и убедился, что Тони Старк не Скрулл, и теперь ожидает их следующего шага.
Чёрная пантера приказывает своим слугам готовить Ваканду к обороне. Мисс Марвел наблюдает за Землёй с базы «Меча». Тони Старк сидит в своём офисе и в гневе бросает свой шлем об стену. Скрулл Капитана Америка приходит на склад и сообщает Пересмешнице, которая оказывается королевой пришельцев, что скоро планета будет их.

## Отзывы
Рецензент из IGN поставил эпизоду оценку 8 из 10 и написал, что «серия началась на необычно беззаботной ноте, поскольку нам показали сцены, в которых некоторые члены команды едят пиццу и сближаются с новым участником, Мисс Марвел». Он отметил, что «одним из недостатков „Величайших героев Земли“ с самого начала было отсутствие внимания к персонажам за пределами их супергеройской карьеры», но это та область, «которую улучшили во втором сезоне, продолжив тенденцию и в этом эпизоде». Критик посчитал, что «комбинация классической сюжетной линии Крии и Скруллов с более поздним кроссовером „Секретное вторжение“ хорошо работает в мультсериале». Он отметил, что «наполненный заговором сегмент работал бы лучше, если бы не узнали в конце 1 сезона, что Кэп — агент Скруллов». Рецензент добавил, что ему «непонятно, почему сценаристы так быстро решили испортить этот сюрприз». Однако в то же время он посчитал, что «этот эпизод в какой-то мере решил эту проблему, раскрыв другого, менее предсказуемого самозванца Скруллов — Пересмешника».
Screen Rant поставил серию на 6 место в топе лучших эпизодов мультсериала по версии IMDb, а CBR — на 4 место в таком же списке.

### Комментарии
1. ↑  В русском дубляже — Пересмешник
2. ↑  В русском дубляже — Квэйк